# Hummelstein

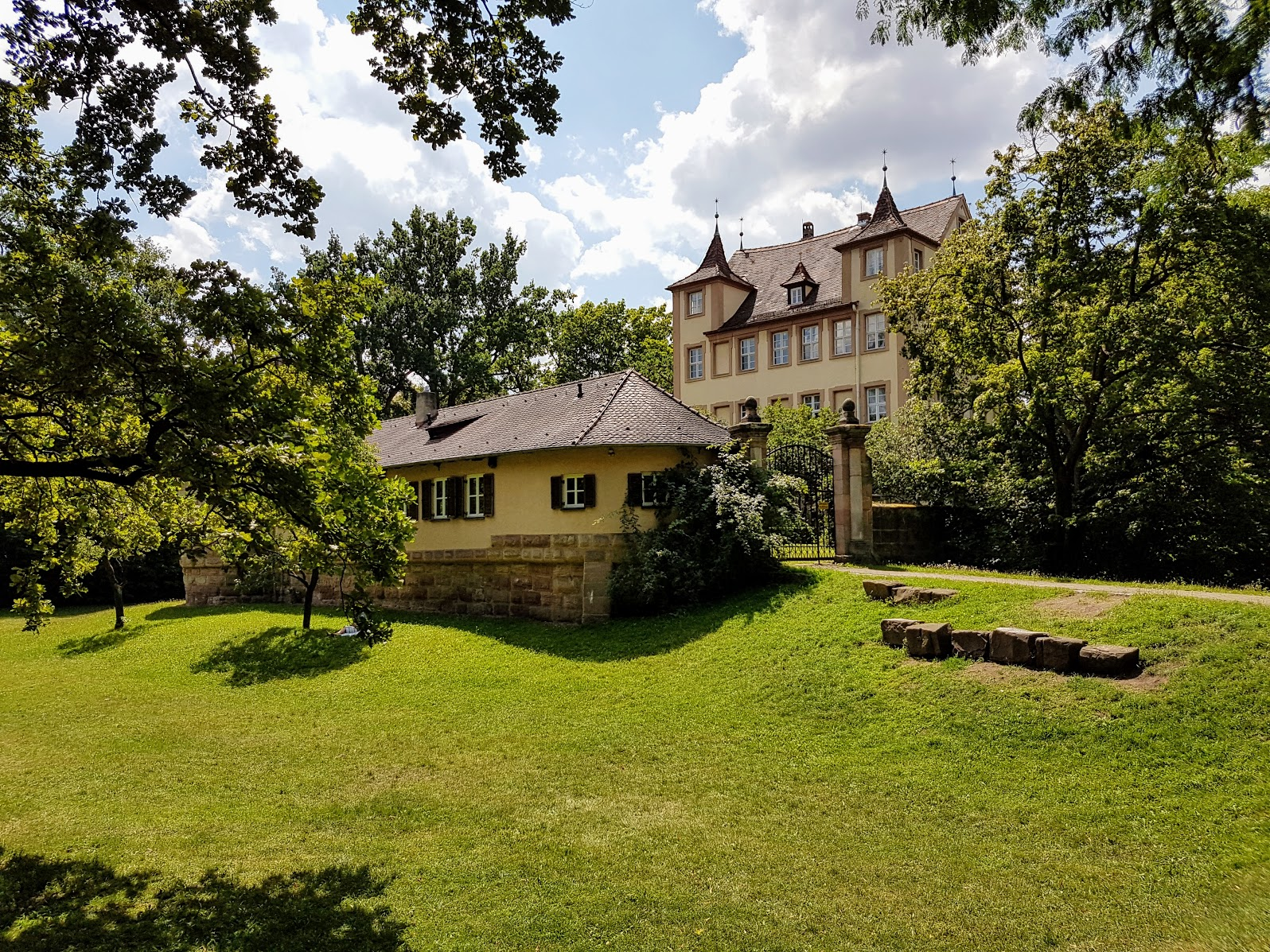
Hummelsteiner Schloss im Hummelsteiner Park (2017)

Hummelstein (nürnbergisch: Hummlschdah) ist ein Stadtteil der kreisfreien Stadt Nürnberg und der Name des statistischen Bezirks 14 im Weiteren Innenstadtgürtel Süd.

## Lage
Die Grenzen des statistischen Bezirks 15 bilden im Norden die Gudrunstraße, der Schuckert- und der Maffeiplatz, im Osten die Allersberger Straße, im Süden die Frankenstraße und im Westen die Voltastraße. Der Bezirk ist Teil der Gemarkung 3423 Gibitzenhof und grenzt an die Bezirke Galgenhof, Guntherstraße, Hasenbuck, Katzwanger Straße und Gugelstraße.

## Geschichte
Im Jahr 1487 erlaubte der Nürnberger Rat einem Niklas Hummel „zu seinem weÿer ein lusthäwslein zu pauen“. 1488 erhielt Hummel zu seinem eben gebauten „weyerheuslein“ etwas Land. 1501 übertrug sich der Familienname des Besitzers auf den Herrensitz, der „Humelstain“ genannt wurde. In der Folgezeit kamen zum Schlösschen einige Anwesen hinzu. Im Jahre 1721 wurde dem Gasthaus Hummelsteiner Park das Schankrecht verliehen. An Sonntagen war diese Gaststätte ein beliebtes Ausflugsziel für die Nürnberger.
Gegen Ende des 18. Jahrhunderts bestand Hummelstein aus 7 Anwesen (1 Herrenhaus, 6 Gütlein). Das Hochgericht übte die Reichsstadt Nürnberg aus, was aber vom brandenburg-ansbachischen Oberamt Schwabach bestritten wurde. Alleiniger Grundherr war das Waldamt Laurenzi der Reichsstadt Nürnberg. Es gab fünf Untertansfamilien.
1796 wurde Hummelstein preußischen Besitz über, 1806 gehörte der Ort zu Bayern. Von 1797 bis 1808 unterstand der Ort dem Justiz- und Kammeramt Schwabach. Im Rahmen des Gemeindeedikts wurde Hummelstein dem 1808 gebildeten Steuerdistrikt Galgenhof und der im selben Jahr gegründeten Ruralgemeinde Galgenhof zugeordnet. Nach deren Auflösung gehörte Hummelstein zu der 1826 gebildeten Ruralgemeinde Gibitzenhof. Am 1. Januar 1899 wurde Hummelstein nach Nürnberg eingemeindet.
Mit dem Fabrikneubau der MAN entstanden in der Gegend um Hummelstein viele Arbeiterwohnhäuser. Die niedrige, teilweise villenartige Bebauung rund um das Schlösschen Hummelstein prägt bis heute das Zentrum dieses Stadtteils. Anno 1914 wurde das Sperberschulhaus fertiggestellt, das sich unmittelbar hinter dem Schlösschen Hummelstein befindet. 1925 wurde ein großer Teil des Schlossparks zur Musterschulanlage für die Stadt umgebaut.

### Baudenkmäler
Im Statistischen Bezirk Hummelstein gibt es 12 Baudenkmäler:
- Poststadt
- Hummelsteiner Schlösschen
- Ehemaliges Forstamt Süd
- Villen, Wohnhäuser

### Einwohnerentwicklung
| Jahr      | 001818 | 001824 | 001836 | 001840 | 001861 | 001871 | 001885 |
| Einwohner | 56     | 54     | 46     | 75     | 59     | 96     | 78     |
| Häuser    | 9      | 18     | 9      | 13     |        |        | 11     |
| Quelle    | [ 12 ] | [ 8 ]  | [ 13 ] | [ 14 ] | [ 15 ] | [ 16 ] | [ 17 ] |

## Religion
Hummelstein ist seit der Reformation evangelisch-lutherisch geprägt und war ursprünglich nach St. Lorenz gepfarrt, seit 1920 ist die Gustav-Adolf-Gedächtniskirche zuständig. Die Einwohner römisch-katholischer Konfession sind nach Verklärung Christi (Nürnberg) gepfarrt.